# Stade Habib-Bouakeul
Le stade Habib-Bouakeul (en arabe : ملعب الحبيب بوعقل), est un stade omnisports dont la capacité est de 20 000 places, et revêtu en gazon artificiel 5e génération.
Le club de football domicilié dans le stade est l'ASM Oran. Le stade accueille aussi le SCM Oran.

## Historique

### Période coloniale
Le stade est inauguré en 1927 sous le nom du stade Alenda et peut accueillir 5 000 spectateurs.
Le 11 novembre 1930, l’Association sportive de la Marine d'Oran inaugure la compétition par une victoire contre le Club des Joyeusetés d'Oran (3-0).
En 1946, Vincent Monréal qui est producteur et exportateur d'agrumes de Perrégaux (actuellement Mohammadia), décide au sortir de la guerre de racheter le terrain de l'AS Marine d'Oran et d'y aménager un stade d'environ 20 000 places, dont 6 000 couvertes. Un stade jugé digne d'Oran, les travaux s'achèvent en 1948 et l'enceinte prend le nom du stade Vincent-Monréal. Le site compte aussi une salle des fêtes, un bar, une cuisine, et des vestiaires avec douches et une salle pour les arbitres. Il sera rouvert le 19 décembre 1948.
Il a été le plus grand stade de l'Oranie jusqu'à la construction du Parc municipal d'Oran (actuellement stade Ahmed-Zabana) en 1958. Pendant l'époque coloniale, le stade a accueilli une douzaine de finales de coupe ou de championnat d'Afrique du Nord (AFN) ainsi que certaines rencontres internationales, notamment l’équipe de France B en 1953.

### Après l'indépendance
Après l'indépendance de l'Algérie en 1962, l'enceinte est baptisée stade Habib-Bouakeul du nom d'un ancien joueur de l'USM Oran, Habib Bouakeul mort durant la guerre d'Algérie. Il devient aussi le stade principal de l'Association sportive madinet d'Oran (ASM Oran).

## Matchs Importants
| Date              | Match                                | Résultat   | Type                                                          |
| ----------------- | ------------------------------------ | ---------- | ------------------------------------------------------------- |
| 14 juin 1931      | CDJ Oran - Stade Marocain            | 3 - 2 (ap) | Championnat d'Afrique du Nord 1930-1931 (Finale)              |
| 5 mai 1932        | AS Marine d'Oran - FC Barcelone      | 0 - 10     | Amical,                                                       |
| 22 mai 1932       | FC Sète - FC Barcelone               | 1 - 0      | Amical                                                        |
| 28 mai 1933       | USM Casablanca - USM Oran            | 3 - 0      | Championnat d'Afrique du Nord 1932-1933 (Finale)              |
| mars 1933         | CDJ Oran - USM Casablanca            | 2 - 1      | Coupe d'Afrique du Nord 1932-1933 (Finale)                    |
| 7 juin 1936       | Gallia Club d'Oran - AS Saint-Eugène | 5 - 0      | Championnat d'Afrique du Nord 1935-1936 (Finale)              |
| 28 juin 1949      | Wydad Casablanca - CA Bizertin       | 6 - 2      | Championnat d'Afrique du Nord 1948-1949 (Finale)              |
| 1950              | AS Saint-Eugène - SC Bel-Abbès       | 4 - 3      | Coupe d'Afrique du Nord 1949-1950 (Finale)                    |
| 7 juin 1953       | SC Bel-Abbès - FC Blidéen            | 4 - 0      | Championnat d'Afrique du Nord 1952-1953 (Finale)              |
| 1954              | USSC Témouchent - USM Oran           | 1 - 0      | Coupe d'Afrique du Nord 1953-1954 (Finale)                    |
| 30 mai 1954       | SC Bel-Abbès - CS Hammam Lif         | 6 - 1      | Championnat d'Afrique du Nord 1953-1954 (Finale)              |
| 1955              | SC Bel-Abbès - Gallia Sports d'Alger | 5 - 2 (ap) | Coupe d'Afrique du Nord 1954-1955 (Finale)                    |
| 1957              | AS Marine d'Oran - AGS Mascara       | 2 - 2      | Coupe d'Algérie (FFF) 1956-1957 (Finale - aller)              |
| 1957              | AS Marine d'Oran - AGS Mascara       | 2 - 2      | Coupe d'Algérie (FFF) 1956-1957 (Finale - retour)             |
| 28 avril 1957     | AS Marine d'Oran - AGS Mascara       | 3 - 1 (ap) | Coupe d'Algérie (FFF) 1956-1957 (Finale - appui)              |
| 3 mai 1974        | Algérie - Sheffield United           | 3 - 1      | Amical                                                        |
| 26 mai 1989       | MC Oran - ES Tunis                   | 3 - 1      | Coupe des clubs champions africains 1989 (Huitième de finale) |
| 22 septembre 1989 | MC Oran - Al-Mourada                 | 4 - 0      | Coupe des clubs champions africains 1989 (Quarts de finale)   |
| 5 novembre 1989   | MC Oran - Nkana Red Devils           | 5 - 2      | Coupe des clubs champions africains 1989 (Demi finale)        |
| 17 septembre 1993 | MC Oran - Zamalek                    | 1 - 1      | Coupe des clubs champions africains 1993 (Quarts de finale)   |